# Tengen 1986
Il Tengen 1986 è stata la dodicesima edizione del torneo goistico giapponese Tengen. 

## Svolgimento
- W indica vittoria col bianco
- B indica vittoria col nero
- X indica la sconfitta
- +R indica che la partita si è conclusa per abbandono
- +N indica lo scarto dei punti a fine partita
- +F indica la vittoria per forfeit
- +T indica la vittoria per timeout
- +? indica una vittoria con scarto sconosciuto
- V indica una vittoria in cui non si conosce scarto e colore del giocatore

### Torneo
|  | Primo turno        | Primo turno |  |  | Secondo turno      | Secondo turno |                   |                   | Terzo turno | Terzo turno |  |  | Semifinale | Semifinale |  |  | Finale | Finale |
|  |                    |             |  |  |                    |               |                   |                   |             |             |  |  |            |            |  |  |        |        |
|  | Toshio Kori        | W+R         |  |  |                    |               |                   |                   |             |             |  |  |            |            |  |  |        |        |
|  | Shuzo Awaji        |             |  |  | Toshio Kori        |               |                   |                   |             |             |  |  |            |            |  |  |        |        |
|  | Hiroaki Tono       | B+R         |  |  | Hiroaki Tono       | B+R           |                   |                   |             |             |  |  |            |            |  |  |        |        |
|  | Ryuzo Sakaguchi    |             |  |  |                    |               |                   | Hiroaki Tono      |             |             |  |  |            |            |  |  |        |        |
|  | Cho Chikun         | B+R         |  |  | Cho Chikun         | W+4,5         |                   |                   |             |             |  |  |            |            |  |  |        |        |
|  | Toshiro Yamabe     |             |  |  | Cho Chikun         | W+R           |                   |                   |             |             |  |  |            |            |  |  |        |        |
|  | Meiko Tei          | B+R         |  |  | Meiko Tei          |               |                   |                   |             |             |  |  |            |            |  |  |        |        |
|  | Yoshitaka Ushikubo |             |  |  |                    |               |                   | Cho Chikun        |             |             |  |  |            |            |  |  |        |        |
|  | Hiroshi Yamashiro  | W+R         |  |  | Hiroshi Yamashiro  | W+1,5         |                   |                   |             |             |  |  |            |            |  |  |        |        |
|  | Satoru Kobayashi   |             |  |  | Hiroshi Yamashiro  | B+R           |                   |                   |             |             |  |  |            |            |  |  |        |        |
|  | Kunihisa Honda     | W+R         |  |  | Kunihisa Honda     |               |                   |                   |             |             |  |  |            |            |  |  |        |        |
|  | Hideo Otake        |             |  |  |                    |               | Hiroshi Yamashiro | B+5,5             |             |             |  |  |            |            |  |  |        |        |
|  | Hideyuki Fujisawa  | B+R         |  |  | Hideyuki Fujisawa  |               |                   |                   |             |             |  |  |            |            |  |  |        |        |
|  | Kyushin Kaku       |             |  |  | Hideyuki Fujisawa  | W+1,5         |                   |                   |             |             |  |  |            |            |  |  |        |        |
|  | Isamu Haruyama     | B+R         |  |  | Isamu Haruyama     |               |                   |                   |             |             |  |  |            |            |  |  |        |        |
|  | Sunao Hasegawa     |             |  |  |                    |               |                   | Hiroshi Yamashiro |             |             |  |  |            |            |  |  |        |        |
|  | Yuichi Sonoda      | B+9,5       |  |  | Yuichi Sonoda      | W+R           |                   |                   |             |             |  |  |            |            |  |  |        |        |
|  | Mosei Ko           |             |  |  | Yuichi Sonoda      | B+2,5         |                   |                   |             |             |  |  |            |            |  |  |        |        |
|  | Masaki Takemiya    | B+R         |  |  | Masaki Takemiya    |               |                   |                   |             |             |  |  |            |            |  |  |        |        |
|  | Shuzo Ohira        |             |  |  |                    |               | Yuichi Sonoda     | W+0,5             |             |             |  |  |            |            |  |  |        |        |
|  | Yoshio Ishida      | W+R         |  |  | Yoshio Ishida      |               |                   |                   |             |             |  |  |            |            |  |  |        |        |
|  | Koichi Oya         |             |  |  | Yoshio Ishida      | W+R           |                   |                   |             |             |  |  |            |            |  |  |        |        |
|  | Masao Sugiuchi     | W+R         |  |  | Masao Sugiuchi     |               |                   |                   |             |             |  |  |            |            |  |  |        |        |
|  | Seido Ota          |             |  |  |                    |               | Yuichi Sonoda     | W+5,5             |             |             |  |  |            |            |  |  |        |        |
|  | Masao Kato         | W+R         |  |  | Masao Kato         |               |                   |                   |             |             |  |  |            |            |  |  |        |        |
|  | Ikuro Ishigure     |             |  |  | Masao Kato         | W+R           |                   |                   |             |             |  |  |            |            |  |  |        |        |
|  | Hideo Okumura      | B+2,5       |  |  | Hideo Okumura      |               |                   |                   |             |             |  |  |            |            |  |  |        |        |
|  | Kunio Oyama        |             |  |  |                    |               | Masao Kato        | W+R               |             |             |  |  |            |            |  |  |        |        |
|  | Rin Kaiho          | B+1,5       |  |  | Rin Kaiho          |               |                   |                   |             |             |  |  |            |            |  |  |        |        |
|  | Norio Kudo         |             |  |  | Rin Kaiho          | B+1,5         |                   |                   |             |             |  |  |            |            |  |  |        |        |
|  | Masamitsu Tsuchida | B+R         |  |  | Masamitsu Tsuchida |               |                   |                   |             |             |  |  |            |            |  |  |        |        |
|  | Shinichi Tsuchida  |             |  |  |                    |               |                   |                   |             |             |  |  |            |            |  |  |        |        |

### Finale
La finale è una sfida al meglio delle cinque partite. Il detentore Kōichi Kobayashi ha affrontato lo sfidante scelto attraverso il processo di selezione.